# Cotycicuiara bahiensis
Cotycicuiara bahiensis là một loài bọ cánh cứng trong họ Cerambycidae.